# モタさんの言葉
『モタさんの言葉』（もたさんのことば）は、精神科医・随筆家の斎藤茂太の絵本エッセーである。
「モタさん」の愛称で知られる斎藤は、生前、家族や心などをテーマに、自らの穏やかな人柄をそのままに描いた随筆を多数発表し、心の悩みを持つ人たちの生きるヒントを提供し、多くの読者から信頼された。これはその斎藤が読者に対して送り続けてきた、生きるための様々な名言を絵本の仕立てでまとめたものである。

## 出版物
- モタさんの言葉（講談社　ISBN 978-4-06-218214-0）
- モタさんの言葉2（講談社 ISBN 978-4-06-218761-9）

2冊とも「著・斎藤茂太、絵・松本春野」

## 放送
NHKワンセグ2（Eテレのワンセグ独自放送）にて2012年から2014年にかけて随時放送された。
- 朗読　矢田耕司
- 音楽　村松健